# Đền Xám
Đền Xám ở phường Hồng Quang, tỉnh Ninh Bình là Di tích quốc gia đặc biệt của Việt Nam. Từ phường Hoa Lư, trung tâm tỉnh Ninh Bình tới đền Xám khoảng 42 km. Đền Xám là nơi thờ tướng quân Trần Lãm (907-978), một trong 12 sứ quân xen giữa thời Ngô và thời Đinh trong lịch sử Việt Nam. Trần Lãm đóng đô tại vùng cửa biển Kỳ Bố Hải Khẩu xưa, nay thuộc Thái Bình, Nam Định. Đền Xám là công trình văn hóa tín ngưỡng đặc sắc có giá trị về lịch sử và nghệ thuật kiến trúc.

## Vị sứ quân tài ba
Tướng quân Trần Lãm, tên húy Trần Minh Công (907-978), quê gốc ở tỉnh Quảng Đông (Trung Quốc) đến đời Ngô Quyền thì đi về phương Nam, cùng gia đình làm nghề đánh cá tại cửa biển Bố Hải Khẩu. Trần Lãm vốn có tư chất thông minh và lòng nhân hậu nên ông là người có uy tín trong vùng. Năm 944, Ngô Quyền mất, Dương Tam Kha cướp ngôi vương. Các thế lực địa phương nổi dậy cát cứ, đánh chiếm lẫn nhau gọi là loạn 12 sứ quân. Trần Lãm đã chiêu mộ binh lính, tập hợp lực lượng xây dựng căn cứ tại vùng đất Bố Hải Khẩu (vùng gần cửa sông Hồng), hình thành nên một trong “Thập nhị sứ quân”. Sứ quân của Trần Lãm mạnh bậc nhất trong các sứ quân lúc bấy giờ với Các tướng tài như: Ngô Văn Chấn, Ngô Tất An, Bùi Quang Dũng, Nguyễn Đức Long, Nguyễn Đức Học, Nguyễn Phúc… Lúc này, tại vùng đất Hoa Lư (Ninh Bình), Đinh Bộ Lĩnh dấy cờ khởi nghĩa. Buổi đầu, lực lượng chưa đủ mạnh. Nghe danh của Tướng quân Trần Lãm, Đinh Bộ Lĩnh liền tìm gặp ông nhờ giúp đỡ. Đinh Bộ Lĩnh được Trần Lãm tin tưởng trao toàn bộ binh quyền. Năm 968, công cuộc dẹp loạn 12 sứ quân giành thắng lợi, Đinh Bộ Lĩnh lên ngôi Hoàng đế, hiệu là Đinh Tiên Hoàng, đặt Quốc hiệu là Đại Cồ Việt, đóng đô tại Hoa Lư (Ninh Bình). Sau khi lên ngôi, Vua Đinh Tiên Hoàng đã phong cho Trần Lãm chức Phụ dực Quốc chính Thượng tướng quân. Sau khi mất, ông được Vua Đinh Tiên Hoàng phong mỹ tự “Quốc đô Thành hoàng”, người dân Hồng Quang lập đền thờ phụng ông.

## Kiến trúc đền Xám
Trần Lãm được thờ phụng ở nhiều nơi vùng duyên hải Bắc Bộ như: Hưng Yên, Ninh Bình, Hà Nội, Hải Phòng. Đền Xám là di tích được xếp hạng cấp quốc gia từ năm 1964, đến năm 2025 trở thành di tích quốc gia đặc biệt. Đền được xây dựng trên đất ngôi sinh từ của Tướng quân Trần Lãm. Tổng thể khu di tích gồm: đền chính xây hình chữ “Công”; hai bên là 2 nhà giải vũ xây theo phong cách “quá giang kèo cầu”. Tiền đường của Đền gồm 5 gian với 6 bộ vì dựng theo kiểu “thượng chồng rường giá chiêng, hạ kẻ bẩy”. Gánh đỡ bộ mái tiền đường là 12 cột quân, trong đó 6 cột cái đặt trên chân tảng đá. Trên các đầu bẩy, xà, con rường chạm khắc rồng, lá lật. Điểm nổi bật trong nghệ thuật điêu khắc của di tích là ở các ô cửa tiền đường với các hình tượng dân gian như: rồng chầu, phượng, nghê xen kẽ họa tiết: đao mác, lá hỏa, vân áng và các muông thú: khỉ, nai, chim, rắn… tạo thành các bức phù điêu hoàn chỉnh, mang giá trị nghệ thuật cao. Nối tiếp tiền đường là trung đường và chính tẩm 3 gian, bộ vì kiểu “thượng mê hạ cốn” với nhiều mảng chạm nổi, bong kênh uốn lượn hình vân mây, hoa lá cách điệu được điểm xuyết ở các góc, đầu xà theo phong cách nghệ thuật thế kỷ XVII. Bên cạnh kiến trúc cổ kính, đặc sắc, đền Xám còn lưu giữ nhiều hiện vật cổ có giá trị như: ngai thờ, nhang án, ô cánh cửa, tượng thờ Trần Minh Công, chuông đồng,...

## Lễ hội đền Xám
Lễ hội Đền Xám được tổ chức từ ngày 17 đến 19-8 âm lịch hàng năm với các nghi thức truyền thống như: rước kiệu, dâng hương, tế cáo, tế giao hiếu của các thôn: Lạc Đạo, Giang Tả, Vân Cù. Lễ hội còn có các hoạt động văn hoá, trò chơi dân gian như: trống hội, múa lân - sư - rồng, múa rối nước, chọi gà, đấu vật, bắt vịt, bơi chải… Trong những ngày diễn ra lễ hội, sôi nổi nhất là các đêm biểu diễn văn nghệ và các cuộc thi: bơi chải, hát múa dân gian. Ngoài 2 đêm hát nhập tịch (vào đám) và lạc hành (giã đám), cuộc thi hát tại sân Đền Xám diễn ra các tiết mục hát chèo, hát văn, hát cầu văn, ca trù… do các đoàn nghệ thuật chuyên nghiệp, quần chúng trong và ngoài tỉnh biểu diễn. Nhiều năm qua, người dân Hồng Quang vẫn lưu giữ được 10 khúc hát và 10 bài ca trù cổ với các làn điệu “cung, thương, dốc, trăng, vũ” truyền thống và các điệu múa dân gian: tứ tiên, tứ linh vũ, bồ đề tam túc vũ…
Theo người dân địa phương, nét đẹp văn hóa dân gian qua các hoạt động múa hát tại sân đền đã có từ hàng trăm năm trước, mang đậm hơi thở cuộc sống nông thôn. Chính vì thế, Đền Xám còn được người dân gọi là Đình Hát. Để chuẩn bị cho các “đêm hát sân đình”, người dân đã dựng cột tre, bắc sàn gỗ làm sân khấu. Đến triều Vua Khải Định 8 (1916), người dân xây dựng một công trình lớn hơn phía trước đền để tổ chức các cuộc thi hát, múa. Từ khi Đền Xám được cải tạo, nâng cấp với quy mô bề thế như hiện nay, các cuộc thi hát, múa được tổ chức long trọng, thu hút đông đảo người dân yêu văn nghệ tham dự. Những năm gần đây, để làm phong phú hơn các hoạt động của ngày hội, Ban tổ chức lễ hội Đền Xám còn tổ chức nhiều chương trình giao lưu, thi đấu thể thao như: kéo co, bóng đá, cờ tướng, dân vũ, góp phần đáp ứng nhu cầu hưởng thụ văn hóa tinh thần của người dân địa phương và du khách thập phương./.